# Афиногенов, Александр Николаевич
Алекса́ндр Никола́евич Афиноге́нов (22 марта [4 апреля] 1904 — 29 октября 1941) — советский драматург, редактор.

## Биография
Родился в городе Скопин Рязанской губернии. Отец, Николай Александрович Степной — железнодорожный служащий, впоследствии — писатель. Мать — дочь священника, учительница Антонина Васильевна Фессалоницкая (1879—1974), участница Союза борьбы за освобождение рабочего класса.
С 1922 года Афиногенов член ВКП(б), в 1924 году окончил Московский институт журналистики.
В 1924 году написал первую пьесу. В 1927—1929 годах работал заведующим литературной частью 1-го Московского рабочего театра Пролеткульта. В начале 1930-х годов Афиногенов стал одним из руководителей РАПП (его считают одним из наиболее ярких выходцев из ярославского отделения этой ассоциации). В 1934 году избран в президиум правления Союза писателей СССР и назначен редактором журнала «Театр и драматургия».
В апреле 1935 года Александр Афиногенов получил (наряду с Михаилом Булгаковым) персональное приглашение на Весенний фестиваль в Спасо-хаусе — роскошный приём в резиденции американского посла в Москве. Среди гостей были также наиболее крупные представители партийной, государственной и военной элиты СССР.
С конца 1936 года Афиногенов становится объектом резкой политической критики и клеветы, его пьесы запрещаются, а 22 июня 1937 года его исключают из ВКП(б) и Союза писателей. 16 мая 1937 года Афиногенов записывает в дневник никогда не произнесённую им защитительную речь: 

Взяли мирного человека, драматурга, ни о чём другом не помышлявшего, кроме желания написать ещё несколько десятков хороших пьес на пользу стране и партии, — и сделали из этого человека помойку, посмешище, позор и поношение общества…
 Также в дневнике в сентябре 1937 года он записал воображаемый будущий разговор со следователем после ожидаемого ареста.
Однако он не был репрессирован, жил в Переделкине. Именно в то время, когда многие избегали опального драматурга, с ним подружился Борис Пастернак. В этот же период Афиногенов начал писать роман «Три года». В феврале 1938 года его восстановили в партии.
В дневнике можно найти такую запись:

Нет, всё же наше поколение неблагодарно, оно не умеет ценить всех благ, данных ему Революцией. Как часто забываем мы всё, от чего избавлены, как часто морщимся и ёжимся от мелких неудобств, чьей-то несправедливости, считаем, что живём плохо. А если бы мы представили себе прошлую жизнь, её ужасы и безысходность, все наши капризы и недовольства рассеялись бы мгновенно, и мы краснели бы от стыда за свою эгоистическую забывчивость.
Во время войны возглавил Литературный отдел Совинформбюро. Предполагалось, что Афиногенов вместе с женой-американкой поедет в США агитировать за открытие второго фронта. Однако накануне этой командировки он погиб в здании ЦК ВКП(б) на Старой площади во время бомбёжки 29 октября 1941 года от случайного осколка.

Могила А. Афиногенова на Новодевичьем кладбище

Похоронен на Новодевичьем кладбище Москвы.

## Личная жизнь
- 1-й брак:  Наталья Петровна Афиногенова (урожд. Скуба; 1904—1976). 
  - Дочь — Светлана Александровна Афиногенова (1929—2008), кандидат биологических наук. С 1951 года жена Петра Александровича Бакулева (1928–2018). В семье было трое детей: Александр (1956—2012), физик;  Наталья[7], кандидат химических наук, Валентина[8].
- 2-й брак: Евгения (Дженни) Мерлинг (Jenny Marling, урождённая Шварц, Schwartz; Евгения Бернардовна)[9], отправилась в США одна. Она погибла во время пожара на теплоходе «Победа» при возвращении в СССР в 1948 году[5]. Опекуном дочерей Афиногенова — Джои и Александры — стал А.Фадеев.
  - Дочь — Джоя Александровна Афиногенова (1937—1966), выпускница ВГИКа сценаристка, вторая жена Михаила Анчарова (в 1954—1963 годах). Детей в браке не было.
  - Александра Александровна Афиногенова[10] (1942—2022), родилась в Куйбышеве, в эвакуации, уже после смерти отца. Переводчик.
    - Внук (сын Александры Александровны) — Дмитрий Афиногенов (1965—2021) — историк-византинист. 1-й брак — Евгения Викторовна Афиногенова, литературовед, специалист по испанской литературе.
    - Правнук — Григорий Афиногенов, специалист по истории Китая. Живет в США.

## Творчество
Первые пьесы носят агитационный характер и написаны под влиянием эстетических принципов Пролеткульта.
«Малиновое варенье» (1926) — коммунистическая мелодрама с гипертрофированно-негативным изображением представителей буржуазии не получила высокой оценки критиков.
«Чудак» (1928) — пьеса, отличающаяся реалистической и психологической разработанностью, сатирически изображает бюрократизм, протекционизм, антисемитизм.
Пьеса «Страх» (1931) была запрещена в первом варианте, однако, будучи переписана, приобрела большой успех. В ней критически изображались проблемы введения старой интеллигенции в новую систему.
Самая острая пьеса Афиногенова, «Ложь» (1933), показывает, какие последствия для всей системы имеет вынужденная ложь низовых партийных работников. Сталин лично был цензором этой пьесы. Её запретили вскоре после постановки.
Теме смерти и труда во имя социализма в незаметном, отдалённом уголке СССР посвящена пьеса «Далёкое» (1935).
«Машенька» (1940) — пьеса, которую любил Б. Пастернак, рассказывает о развитии человечности в человеке. В этой пьесе, оказавшей влияние на последующих драматургов, проявились типичные для драмы Афиногенова признаки структуры: действие в кругу семьи, замкнутость в тесном пространстве, а временами и косвенный диалог, продолжающий традицию А. П. Чехова. Эта пьеса в 1960—1971 годах была сыграна 3036 раз, по ней снят одноимённый фильм.
Афиногенов сознательно противопоставлял свой традиционный, психологически-реалистический театр «новаторству» В. Вишневского и Н. Погодина, которые ратовали за новый тип драмы, расчленённой на ряд сцен, с множеством действующих лиц (народные массы), с отказом от изображения частных судеб ради изображения социальных явлений.

## Комментарии
1. ↑  Пьеса была поставлена одновременно в Москве (МХАТ) и в Ленинграде (Театр драмы) — оба были замечены критикой. Профессор П. С. Коган сообщал, что спектакль для него — о внутренней драме интеллигенции; об исполнении роли профессора Бородина Л. Леонидовым: «Я считаю гениальным сценическим созданием образ Бородина — Л. Леонидова». Ю. Олеша написал: «Когда я смотрел „Страх“ и следил за переживаниями зала, я понял — существует советская публика, устанавливаются её вкусы, симпатии, традиции». Вс. Вишневский отмечал в «Литературной газете», что МХАТовский спектакль «очень отделан, чист, высококультурен <…> но в нём не хватает партийного огня, пролетарской зычности, биения индустриального пульса <…> И груз старого мхатовского либерализма и „человечности“ давит пьесу. Леонидов трактует Бородина как добряка. Певцовым же в Ленинграде показан умный и опасный враг».